# Hikikomori

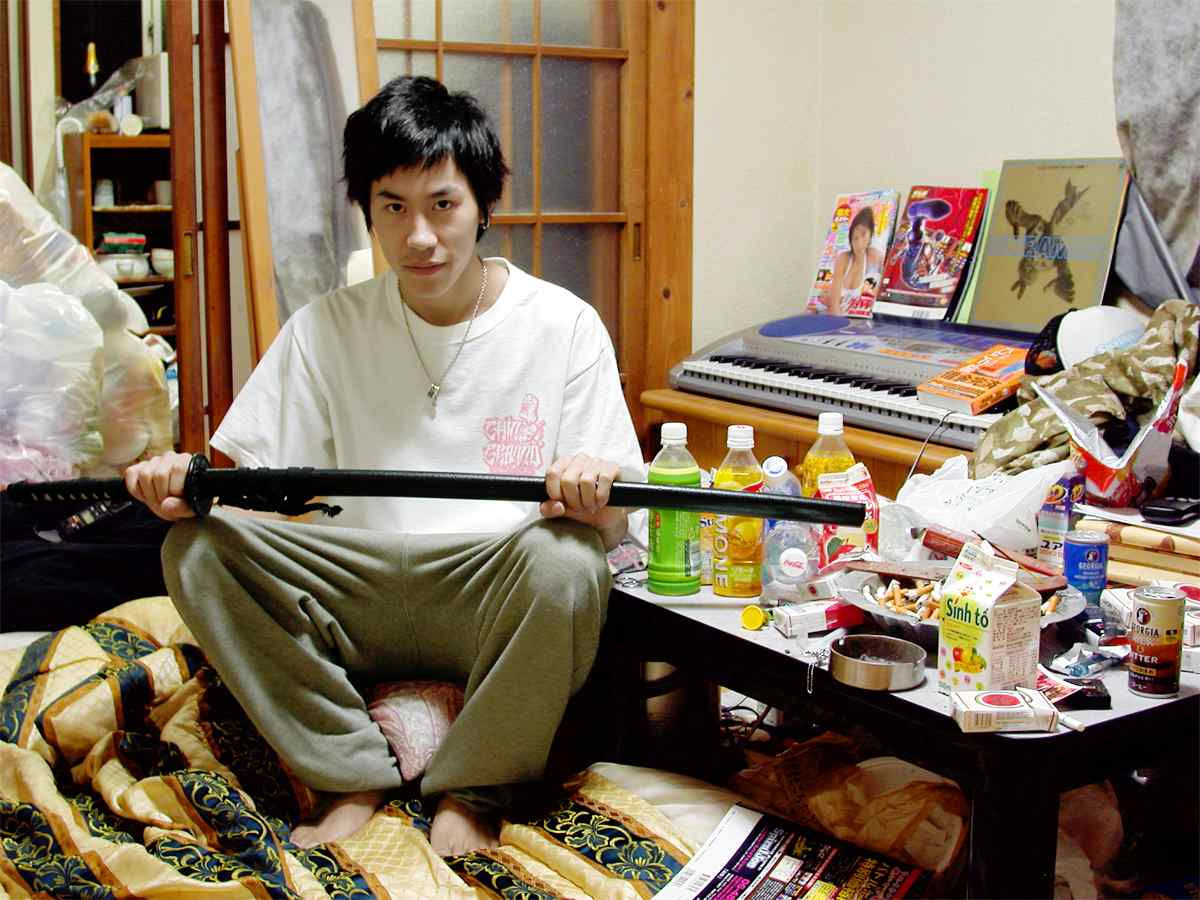
Un tânăr japonez hikikomori, 2004.

Hikikomori (în japoneză: ひきこもり sau 引きこもり, lit. „a sta deoparte”, „a sta retras”), cunoscut și sub numele de retragere socială acută, este retragerea totală din societate și căutarea de izolare socială extremă, scăpând fizic din viața socială. Hikikomori se referă atât la fenomenul în general, cât și la cei afectați de acest fenomen. Estimările sugerează că o jumătate de milion de tineri japonezi au devenit recluși sociali, precum și mai mult de jumătate de milion de persoane de vârstă mijlocie.
Alegerea de a deveni un hikikomori este cauzată de factori personali și sociali de diferite tipuri. Acestea includ marea presiune a societății japoneze spre realizarea de sine și succesul personal, la care individul este supus încă din adolescență. Fenomenul, prezent deja în Japonia încă din a doua jumătate a anilor 1980, a început să se răspândească în anii 2000 și în Statele Unite și Europa.

## Definiție
Ministerul Sănătății, Muncii și Bunăstării al Japoniei definește hikikomori ca fiind un fenomen care se manifestă când persoanele decid să nu părăsească casa părinților, să nu lucreze sau să meargă la școală și să se izoleze de societate și familie într-o singură cameră pentru o perioadă care depășește șase luni. Psihiatrul Tamaki Saitō definește hikikomori ca „o stare care a devenit o problemă de la sfârșitul vârstei anilor 20, care implică să te închizi în propria casă și să nu participi în societate timp de șase luni sau mai mult, dar care nu pare să aibă o altă problemă psihologică ca sursă principală”.
Mai recent, cercetătorii au dezvoltat criterii mai specifice pentru a identifica mai precis un hikikomori. În timpul unui interviu de diagnostic, clinicienii instruiți evaluează pentru:
- petrecerea cea mai mare parte a zilei și aproape în fiecare zi limitat la casă,
- evitarea marcată și persistentă a situațiilor sociale și a relațiilor sociale,
- simptome de retragere socială care cauzează afectare funcțională semnificativă,
- durata de cel puțin șase luni și
- nici o etiologie fizică sau mentală aparentă care să țină seama de simptomele de retragere socială.

Psihiatrul Alan Teo a caracterizat pentru prima dată hikikomori în Japonia ca eremiți moderni, în timp ce savantul literar și de comunicare Flavio Rizzo a descris în mod similar hikikomori drept „eremiți post-moderni” a căror solitudine provine din dorințele ancestrale de retragere.
În timp ce gradul fenomenului variază la nivel individual, în cazurile cele mai extreme, unii oameni rămân izolați ani de zile sau chiar decenii. Adesea, hikikomorii încep refuzând să meargă la școală, persoanele care fac acest gest fiind numite futōkō (不登校) în japoneză (un termen mai vechi este tōkōkyohi (登校拒否).
Hikikomori a fost definit de un grup de experți japonez ca având următoarele caracteristici:
- Cea mai mare parte a timpului este petrecută acasă
- Nu există niciun interes de a merge la școală sau de a lucra
- Persistența retragerii mai mult de 6 luni

Se exclud din această categorie
- Persoanele care sunt afectate de schizofrenie, dizabilități intelectuale sau tulburări bipolare
- Persoanele care mențin relații personale (de exemplu, prietenii)

## Caracteristici comune
În timp ce mulți oameni simt presiunile lumii exterioare, hikikomorii reacționează prin retragerea socială completă. În unele cazuri mai extreme, ei se izolează în dormitoarele lor luni sau ani la rând. De obicei, au puțini prieteni sau deloc. În interviurile cu hikikomorii încă afectați sau în curs de recuperare, rapoartele media și documentarele au surprins nivelurile puternice de suferință psihologică și neliniște resimțite de acești indivizi.
În timp ce hikikomorii preferă activitățile în interior, unii se aventurează ocazional în aer liber. Retragerea din societate începe de obicei treptat. Oamenii afectați pot părea nefericiți, își pot pierde prietenii, devin nesiguri și timizi și vorbesc mai puțin cu alte persoane.

## Prevalență
Conform cifrelor guvernului japonez publicate în 2010, există 700.000 de persoane care trăiesc ca hikikomori în Japonia, cu o vârstă medie de 31 de ani. Cu toate acestea, cifrele variază foarte mult între experți. Printre aceștia se numără hikikomori care acum au peste 40 de ani (din 2011) și au petrecut 20 de ani în izolare. Acest grup este denumit în general „hikikomori de prima generație”. Există îngrijorări cu privire la reintegrarea lor în societate în ceea ce este cunoscut sub numele de „Problema 2030”, când ei vor avea 60 de ani și părinții lor vor începe să se stingă. În plus, guvernul estimează că 1,55 milioane de oameni sunt pe punctul de a deveni hikikomori.  Tamaki Saitō, care a inventat prima expresie, a estimat inițial că ar putea exista peste un milion de hikikomori în Japonia, deși acest lucru nu s-a bazat pe datele sondajului național. Cu toate acestea, având în vedere că adolescenții hikikomori sunt ascunși și părinții lor sunt adesea reticenți în a vorbi despre această problemă, este extrem de dificilă o măsurare a numărului cu exactitate.
Un sondaj al Biroului Cabinetului din 2015 a estimat că existau 541.000 de astfel de persoane cu vârsta cuprinsă între 15 și 39 de ani. În 2019, un alt sondaj a arătat că există aproximativ 613.000 de persoane cu vârsta cuprinsă între 40 și 64 de ani care se încadrează în categoria de „hikikomori adulți”, situație care ministrul japonez al bunăstării, Takumi Nemoto, a numit-o „o nouă problemă socială”.

## Ipoteze asupra cauzelor

### Condiții psihiatrice și de dezvoltare
Hikikomori este similar cu retragerea socială prezentată de unele persoane cu tulburări ale spectrului autist, un grup de tulburări de dezvoltare care includ sindromul Asperger, TPD-NA și autismul „clasic”. Acest lucru i-a determinat pe unii psihiatri să sugereze că fenomenul hikikomori poate fi afectat de tulburările din spectrul autismului și alte tulburări care afectează integrarea socială, doar că aceste tulburări sunt modificate față de prezentarea lor tipică în Lumea Occidentală din cauza presiunilor socio-culturale japoneze. Suwa & Hara (2007) au descoperit că 5 din 27 de cazuri de hikikomori au o tulburare de dezvoltare pervazivă (TDP) cu funcționare înaltă, iar încă 12 au alte tulburări sau boli mintale (6 cazuri de tulburări de personalitate, 3 cazuri de tulburare obsesiv-compulsivă, 2 cazuri de depresie, 1 caz de deficiență intelectuală ușoară); 10 din 27 sunt hikikomori în mod primar. Cercetătorii au folosit o vignetă pentru a ilustra diferența dintre hikikomori în mod primar (fără nicio tulburare mentală evidentă) și hikikomori cu TDP sau cu altă tulburare. Alan Teo și colegii au efectuat evaluări detaliate de diagnostic a 22 de persoane hikikomori și au descoperit că, deși majoritatea cazurilor îndeplineau criteriile pentru mai multe afecțiuni psihiatrice, aproximativ 1 din 5 cazuri sunt hikikomori în mod primar. Cu toate acestea, până în prezent, fenomenul hikikomori nu este inclus în DSM-5, din cauza datelor insuficiente.
Potrivit cărții lui Michael Zielenziger, Shutting Out the Sun: How Japan Created Its Own Lost Generation, această situație este mai strâns legată de sindromul de stres posttraumatic. Autorul a susținut că hikikomorii intervievați pentru carte au descoperit o gândire independentă și un sentiment de sine pe care japonezul de rând nu le poate adapta.
Sindromul este, de asemenea, strâns paralel cu termenii de tulburare de personalitate evitantă, tulburare de personalitate schizoidă, tulburare de personalitate schizotipală, agorafobie sau tulburare de anxietate socială (cunoscută și sub denumirea de „fobie socială”).

### Influențe sociale și culturale
Denumită uneori o problemă socială în discursul japonez, hikikomori are o serie de posibili factori care contribuție. Alan Teo a rezumat o serie de potențiale caracteristici culturale care pot contribui la predominarea sa în Japonia. Acestea includ tendințe spre conformism și colectivism, părinți supraprotectori și particularități ale sistemelor educaționale, de locuire și economice.
Retragerea socială acută în Japonia pare să afecteze ambele sexe în mod egal. Cu toate acestea, din cauza așteptărilor sociale diferite pentru băieții și fetele care se maturizează, cele mai raportate cazuri de hikikomori provin din familiile clasei de mijloc și medii superioare; fiii, de obicei cei mai mari ai lor, refuză să părăsească casa, adesea după ce au experimentat unul sau mai multe episoade traumatice de eșec social sau academic.

### Rolul tehnologiei moderne
Deși legătura dintre tehnologiile moderne de comunicare, precum internetul, rețelele sociale și jocurile video, și fenomenul nu este stabilită în mod concludent, este considerată cel puțin un factor exacerbator care poate aprofunda și alimenta retragerea socială. Studiile anterioare despre hikikomori din Coreea de Sud și Spania au descoperit că unii dintre ei au prezentat semne de dependență de internet, deși cercetătorii nu consideră că aceasta este problema principală. Cu toate acestea, potrivit profesorului asociat de psihiatrie la Universitatea Kyushu din Fukuoka, Takahiro Kato, jocurile video și rețelele sociale au redus timpul petrecut de oameni în afara și în medii sociale care necesită interacțiune directă față în față. Probabil că apariția telefoanelor mobile și a smartphone-urilor a putut, de asemenea, să adâncească problema, având în vedere că oamenii își pot continua dependența de jocuri și navigare online oriunde, chiar și în pat.

### Sistemul de învățământ japonez
Sistemul de învățământ japonez, ca și cel din China, Singapore, India și Coreea de Sud, solicită tinerilor o multitudine de așteptări, un mare accent pe concurență și memorizarea de fapte și cifre în scopul de a trece examenele de admitere în următoarele nivele de educație în ceea ce s-ar putea numi o ideologie rigidă de trecere sau eșuare, care induce un nivel ridicat de stres. Făcând ecou valorilor tradiționale confucianiste ale societății, se consideră că sistemul educațional japonez are un rol important în productivitatea generală și succesul societății japoneze.

## Programe de recuperare
Când vine vorba de sprijin psihosocial, este greu pentru terapeuți să obțină acces direct la persoane hikikomori; sunt în desfășurare cercetări pentru a găsi planuri de tratament diferite și eficiente pentru a ajuta hikikomorii. Un astfel de plan de tratament se concentrează asupra familiilor celor afectați de problemă. O astfel de concentrare include, în primul rând, programe de intervenție educațională (de exemplu, prelegeri, jocuri de rol etc.) care sunt orientate spre reducerea oricărei stigmate negative pe care membrii familiei îl au față de tulburările psihiatrice precum hikikomori. Aceste programe educaționale sunt derivate din alte programe de sprijin, în special primul ajutor pentru sănătate mintală (MHFA) și consolidarea comunitară și formarea familiei (CRAFT). CRAFT îi antrenează în mod special pe membrii familiei să-și exprime comunicarea pozitivă și funcțională, în timp ce MHFA oferă abilități pentru a sprijini hikikomorii cu comportament de depresie/suicidal. Studiile de până acum care au modificat răspunsul comportamental al unității familiale la un hikikomori au dat rezultate pozitive, indicând faptul că comportamentul familiei este esențial pentru recuperare, totuși sunt necesare cercetări suplimentare.
Deși s-a pus un accent principal pe educarea membrilor familiei, există încă programe de terapie pentru parteciparea persoanelor hikikomori. De exemplu, utilizarea terapiei cu exerciții fizice. Metodele individuale de psihoterapie care sunt subliniate în cercetările actuale sunt motivate în primul rând pe cultivarea încrederii în sine în cadrul hikikomori. Acestea fiind spuse, totuși, studiile au evidențiat că tratamentul eficient împotriva hikikomori necesită o abordare cu mai multe fațete, mai degrabă decât utilizarea unei abordări individuale, cum ar fi psihoterapia individuală sau terapia de familie.